# Белгийска вафла
Белгийските вафли са вид вафли. В Северна Америка представляват разнообразие от вафли с по-леко тесто, по-големи квадрати и по-дълбоки джобове от обикновените американски вафли. Първоначално белгийските вафли са подсладени с мая, но сега често се използва бакпулвер. Те често се ядат като храна за закуска. Гарнитурата им варира от бита сметана, сладкарска захар, меки плодове и шоколадов намаз до сироп и масло или маргарин; могат да бъдат сервирани с ванилов сладолед и пресни плодове (като ягоди) като десерт.
В Белгия има няколко (под)вида вафли, включително брюкселска вафла и вафла Лиеж.
- Вафли Лиеж
- Брюкселска вафла
- Белгийското село на световния панаир в Ню Йорк от 1964 г., където вафлите са популяризирани

## История
Първоначално представени през 1958 г. на Expo 58 в Брюксел, белгийските вафли са въведени в Северна Америка от белгиец на име Уолтър Клейман на изложението Century 21 в Сиатъл през 1962 г. и са сервирани с бита сметана и ягоди. Вафлите са популяризирани по-нататък в Съединените щати по време на панаира в Ню Йорк през 1964 г. в парк Flushing Meadows в Куинс, Ню Йорк. Тези вафли са въведени от Морис Вермерш от Брюксел, Белгия. До голяма степен въз основа на опростената рецепта за брюкселските вафли, Вермерш (Vermersch) решава да промени името на вафлата Бел-Джем (Bel-Gem), като забеляза, че много американци не могат правилно да идентифицират Брюксел като столицата на Белгия. Тези вафли са се сервирали с бита сметана и ягоди, на цена от един долар.